# Référendum constitutionnel sénégalais de 1970
Le référendum constitutionnel sénégalais de 1970 est organisé le 22 février 1970 afin de permettre à la population du Sénégal de se prononcer sur une révision de la Constitution de 1963.
Le projet est approuvé à une écrasante majorité de 99 % des suffrages exprimés.

## Contexte
Le projet est avancé par le président Léopold Sédar Senghor, élu en 1960, 1963 et 1968, afin d'obtenir le vote par la population d'une révision de la Constitution de 1963. Cette dernière restaure notamment le poste de Premier ministre.
Fixé au 22 février 1970, il s'agit du deuxième référendum depuis l'indépendance du Sénégal en 1960.

## Résultats
| Choix                  | Votes     | %     |  |
| ---------------------- | --------- | ----- |  |
| Pour                   | 1 261 580 | 99,96 |  |
| Contre                 | 542       | 0,04  |  |
|                        |           |       |  |
| Votes valides          | 1 262 122 | 99,66 |  |
| Votes blancs et nuls   | 4 259     | 0,34  |  |
| Total                  | 1 266 381 | 100   |  |
| Abstention             | 63 320    | 4,76  |  |
| Inscrits/Participation | 1 329 701 | 95,24 |  |